# Csipke Zoltán
Csipke Zoltán (Szentes, 1899. július 26. – Budapest, Józsefváros, 1966. február 6.) gyógyszerész, orvos, egyetemi fővegyész, egyetemi docens, gyógyszertár-igazgató, a gyógyszerészeti tudományok kandidátusa (1952).

## Életrajz
Csipke Ferenc (1869–1935) okleveles vízmester és Németh Etelka (1874–1914) fia. Nagyváradon volt gyógyszerészgyakornok, az első világháború idején az olasz fronton vett részt a harcokban. Gyógyszerészi oklevelét 1921-ben szerezte, majd 1927-ben orvosi diplomát nyert. Tizenkét éven keresztül dolgozott mint tanársegéd Matolcsy Miklós professzor mellett, ezután adjunktus lett. Ő vezette az approbációs vizsgára készülő gyógyszerészek képzését. 1928-ban Budapesten házasságot kötött Jakabházy Zsigmond egyetemi tanár és Cs. Szabó Margit lányával, Ilonával. 1935-ben elnyerte az egyetemi magántanári képesítést, 1942-től címzetes rendkívüli egyetemi tanárként dolgozott, végül 1945-ben a budapesti Egyetemi Gyógyszerészeti Intézet vezetőjévé nevezték ki. Tudományos dolgozatait a Gyógyszerész című lap közölte.
A Farkasréti temetőben nyugszik.

## Fontosabb munkái
- A vénykészítés kézikönyve (Némedy Imrével, Budapest, 1938)
- Anyagismeret (Kádár Tiborral, Budapest, 1949)
- Vénykészítés (egyetemi tankönyv, Budapest, 1958)

## További irodalom
- A magyar legújabb kor lexikona. A magyar feltámadás könyve 1919–1930. Szerk. Kerkápoly M. Emil., Európa Nyomda, Budapest, 1930.
- Szentesi életrajzi évfordulók. Szentes, Városi Könyvtár, 1987.
- Új magyar életrajzi lexikon I. (A–Cs). Főszerk. Markó László. Budapest: Magyar Könyvklub. 2001.  ISBN 963-547-414-8